# Korsoun-Chevtchenkivskyï
Ne doit pas être confondu avec Korsoun.
Korsoun-Chevtchenkivskyï (en ukrainien : Корсунь-Шевченківський) ou  Korsoun-Chevtchenkovski (en russe : Корсунь-Шевченковский ; en polonais : Korsuń Szewczenkowski) est une ville de l'oblast de Tcherkassy, en Ukraine. Sa population s'élevait à 17 474 habitants en 2021.

## Géographie
Korsoun-Chevtchenkivskyï se trouve au bord de la rivière Ros, à 59 km à l'ouest de Tcherkassy. 

## Histoire
La forteresse de Korsoun est fondée en 1032 par le prince Iaroslav le Sage de la Rus' de Kiev, et protège Kiev des nomades des régions de steppe du sud. Le nom de la ville vient de la ville grecque de Chersonèse, traduit en Korsoun, dans la péninsule de Crimée. En 1240, Korsoun est détruit par Batu Khan. En 1584, une base militaire est établie dans la ville.
Au début des temps modernes, la localité est soumise à la république des Deux Nations (Pologne-Lituanie). Une autre forteresse est bâtie et la ville reçoit le droit de Magdebourg. En 1630, des rebelles cosaques dirigés par Taras Fedorovytch attaquent la ville et détruisent sa garnison polonaise. La ville est rasée par les forces polonaises pendant la rébellion cosaque de 1637 conduite par Pavlo Pavliouk. En 1648, la bataille de Korsoun pendant la révolte de Khmelnytskyï s'y déroule. En 1768, pendant la révolte de Koliyivchyna, la garnison polonaise a été battue par les forces de Maksym Zalizniak.
En 1793, Korsoun est incorporée dans l'Empire russe. En 1903, une des plus grandes fabriques de peinture de l'Empire russe est construite à Korsoun. 

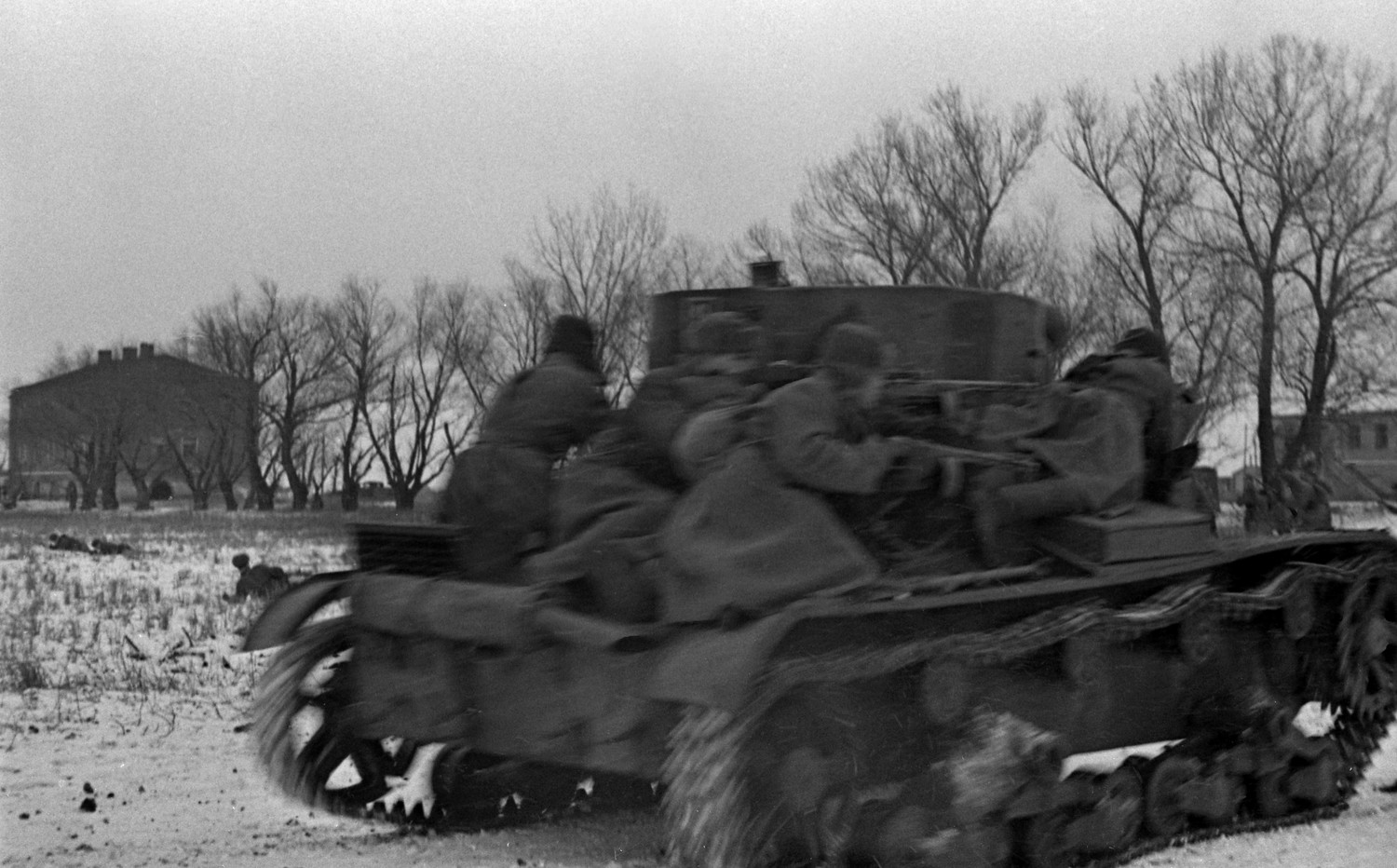
Un char T-26 à l'assaut à Korsoun, au cours de la bataille de Tcherkassy, début 1944.
Photo Israel Ozersky.

Au cours de la Seconde Guerre mondiale, la ville est occupée par les Allemands du 30 juillet 1941 au 14 février 1944. Elle est libérée par les premier et deuxième fronts ukrainiens de l’Armée rouge, au cours de la bataille de Tcherkassy. Début 1944, une force de 60 000 soldats allemands est encerclée par l'Armée rouge dans une poche dont elle est la ville principale. La bataille prend toutefois le nom de bataille de Tcherkassy, parfois de bataille de Korsoun-Tcherkassy. 
Après la guerre, l'économie agricole de Korsoun est rapidement rétablie. En 1944, Korsoun est renommée Korsoun-Chevtchenkivskyï en l'honneur de Taras Chevtchenko, un célèbre poète et artiste ukrainien.

## Population
Recensements (*) ou estimations de la population :
| 1923* | 1926* | 1939* | 1959*  | 1970*  | 1979*  |
| ----- | ----- | ----- | ------ | ------ | ------ |
| 4 100 | 4 777 | 9 360 | 11 517 | 16 752 | 19 748 |

| 1989*  | 2001*  | 2012   | 2013   | 2014   | 2015   |
| ------ | ------ | ------ | ------ | ------ | ------ |
| 22 762 | 19 311 | 18 759 | 18 655 | 18 656 | 18 540 |

| 2016   | 2017   | 2018   | 2019   | 2020   | 2021   |
| ------ | ------ | ------ | ------ | ------ | ------ |
| 18 401 | 18 192 | 17 901 | 17 763 | 17 589 | 17 474 |

## Économie
Korsoun-Chevtchenkivskyï dispose d'une gare de chemin de fer sur la ligne Kiev - Tcherkassy.
On trouve dans la ville plusieurs usines : matériaux de construction, usine d'asphalte, vinification, confection, etc.

## Patrimoine
- Un complexe de parcs dépendant de l'ancien palais de la famille noble Lopoukhinykh-Demydovykh, considéré comme l'un des meilleurs parcs naturels dans le style romantique en Ukraine. Le parc a été aménagé en 1782 par Stanisłas Poniatowski, un écrivain et artiste. Au milieu du XIXe siècle, le parc a été décoré avec de nombreuses sculptures. En outre, de petits ponts pour piétons ont été ajoutés. La superficie totale du parc est de 97 hectares.
- Le palais de la famille Lopoukhinykh-Demydovykh.
- L'écomusée historique-culturel de Korsoun-Chevtchenkivskyï.
- Musée consacré à l'histoire de la bataille de Korsoun-Chevtchenkivskyï.

## Personnalités liées à la ville
- Olga Petit (1870-1966), première femme à prêter le serment d'avocat en France, y est née sous le nom de Sophie Balachowsky.
- Mariia Kvitka, artiste, y est née en 1992.